# Scheienkopf
Il Scheienkopf con 2.159 m s.l.m. è una montagna della Catena del Reticone nelle Alpi Retiche occidentali. Si trova lungo il confine tra Austria e Liechtenstein.